# Morfars ängel
Morfars ängel (originaltitel Opas Engel) är en barnbok skriven och illustrerad av Jutta Bauer. Den utgavs första gången i Tyskland 2001.
Boken handlar om en liten pojke som en dag besöker sin morfar på ett hospice. Där berättar pojkens morfar om sitt liv och om sin ständigt återkommande tur.